# 丑的
丑的，字子元，元朝蒙古官员。
祖父德里山，河南行省右丞。父亲万僧，江浙行省平章政事。丑的宽仁有雅量，由宿卫升任为江南行台监察御史，入朝为翰林侍讲学士。至正十六年（1356年），由江浙行省左丞改任江南浙西道肃政廉访使，为政持大体。行台移至杭州，杭州昱岭关、独松关、千秋关三关，控扼宣州、歙州，丑的建议增筑堡垒，严兵守御。后红巾军由宣、歙来犯，随即败去。苗军暴横，白昼杀人夺金，听说丑的前来，都说监司大人不可冒犯。丑的让他们主帅徙营至北关外，筑五垒以居。丑的禁杭州司税之市井无赖，平抑物价。张士诚请降元朝，行省议未决，丑的力赞其事。擢升为江浙行省右丞，赐上尊、金币。不久拜荣禄大夫、江浙行省平章政事。至正十八年（1358年），至正率师援安庆，台臣弹劾其逗留不进，削职安置陕西，道路不通，被张士诚所留。明太祖灭张士诚，丑的后死在明初。